# Frederik Hogrefe
Frederik Hogrefe (* 7. März 1985 in Kiel) ist ein deutscher politischer Beamter (CDU). Seit August 2024 ist er Staatssekretär im Ministerium für Inneres, Kommunales, Wohnen und Sport des Landes Schleswig-Holstein.

## Leben
Hogrefe studierte ab 2004 Rechtswissenschaft an der Christian-Albrechts-Universität zu Kiel. Bis 2014 folgte Rechtsreferendariat und Promotion zum Doktor der Rechte. Von 2014 bis 2019 war er als Rechtsanwalt in unterschiedlichen Kanzleien tätig. Von 2015 bis 2018 war er Geschäftsführer der Hermann Ehlers Stiftung und der Hermann Ehlers Akademie. Von 2018 bis 2019 war er Richter auf Probe am Schleswig-Holsteinischen Verwaltungsgericht. Von 2019 bis 2020 war er als Referent bei der CDU-Fraktion im Schleswig-Holsteinischen Landtag tätig. Von 2020 bis 2022 war er politischer Koordinator im Büro des Ministers Claus Christian Claussen im Ministerium für Justiz, Europa und Verbraucherschutz des Landes Schleswig-Holstein. Von 2022 bis 2024 war er Leiter der Stabsstelle für politische Koordinierungs- und Verbindungsangelegenheiten der Staatskanzlei des Landes Schleswig-Holstein.
Am 1. August 2024 wurde Hogrefe als Nachfolger von Jörg Sibbel zum Staatssekretär im Ministerium für Inneres, Kommunales, Wohnen und Sport des Landes Schleswig-Holstein ernannt.
Hofgrefe trat 2003 der Jungen Union und ein Jahr später der CDU bei. Von 2010 bis 2014 war er Landesvorsitzender der Jungen Union Schleswig-Holstein. Von 2012 bis 2014 war er zudem stellvertretender Landesvorsitzender der CDU Schleswig-Holstein. Von 2018 bis 2019 war er Mitglied der Stadtvertretung von Kiel.
Hogrefe ist verheiratet.